# Барась-Комский, Ян
Ян Барась-Комский (польск. Jan Baraś-Komski, при рождении Ян Комский; 3 февраля 1915, Бирча, Австро-Венгрия — 20 июля 2002, Арлингтон, США) — польский художник, участник польского Движения Сопротивления. Узник концентрационного лагеря Освенцим, сумевший совершить побег, водворённый обратно и выживший в лагере.
Ян Комский — автор множества художественных работ, связанных с концлагерем Освенцим, в том числе картины «Неудачный побег» (Nieudana ucieczka).

## Биография
Родился в Польше в 1915 году.
В 1926 году окончил Гуманитарную гимназию в Бжозуве.
В 1934—1939 годах учился в Краковской академии изящных искусств, где изучал живопись, анатомию и историю искусств.
После оккупации Польши немецкими войсками активно участвовал в Движении Сопротивления.
Весной 1940 года Ян Комский попытался пробраться во Францию и вступить в формирующуюся там польскую армию Сикорского. Был арестован венгерской жандармерией на венгерско-чехословацкой границе, депортирован в Польшу и передан немцам. Содержался последовательно в тюрьмах в Новы-Сонче и Тарнуве, откуда 14 июня 1940 года попал с первым транспортом узников в концлагерь Освенцим. По прибытии в лагерь был зарегистрирован как Ян Барась из-за поддельных документов, удостоверяющих личность, которые имел при аресте, и получил лагерный номер 564.
29 декабря 1942 года Ян Комский вместе с тремя другими заключёнными (Мечиславом Янушевским, Болеславом Кучбарой и Отто Кюзелем) совершили побег из Освенцима. Кучбара, одетый в украденную форму СС, подъехал к воротам лагеря в конном экипаже, остальные трое, одетые как заключённые, шли рядом. Кучбара предъявил поддельный пропуск на контрольно-пропускном пункте, охранники не распознали подделку, и заключённые вышли за ворота лагеря. Они смогли добраться до дома знакомого им бойца польского Сопротивления, который дал им одежду и место, чтобы пересидеть первые облавы. Далее заключённые разделились.
Через шестнадцать дней Ян Комский был арестован в поезде, направлявшемся в Варшаву. Так как Комский использовал вымышленную фамилию во время своего первого ареста, он не был узнан, что спасло его от неминуемой казни на месте. Был заключён в тюрьму Монтелюпих в Кракове, а потом вновь депортирован в Освенцим, где остался неузнанным. Был зарегистрирован под своим настоящим именем и получил лагерный номер 152884.
В течение последних нескольких лет войны его переводили в Бухенвальд, затем в Гросс-Розен, Флоссенбюрг и, наконец, в Дахау, откуда он был освобождён 29 апреля 1945 года американскими войсками.
С 1945-го по 1949-й год содержался в Баварии вблизи Мюнхена в лагере для перемещённых лиц, которым управляла армия США, где женился на бывшей узнице концлагеря Освенцим. В 1949 году супруги иммигрировали в США.
После иммиграции зарабатывал на жизнь как художник. Многие годы сотрудничал с The Washington Post в качестве графического дизайнера.
История его жизни, вместе с историями Дины Готлибовой и Феликса Нуссбаума, художников, рисовавших в лагерях смерти, была рассказана в документальном фильме 1999 года «Очевидец» Берта Ван Борка, который был номинирован в 2000-м году на премию «Оскар» за лучший короткометражный документальный фильм.
Умер в 2002 году в возрасте 87-ми лет в Арлингтоне, США.